# Grudusk (gmina)
Pour les articles homonymes, voir Grudusk.
Grudusk est une gmina rurale du powiat de Ciechanów, dans la Voïvodie de Mazovie, dans le centre-est de la Pologne.
Son siège administratif est le village de Grudusk, qui se trouve à environ 22 kilomètres au nord de Ciechanów, siège du powiat et à 97 kilomètres au nord de Varsovie, capitale de la Pologne.
La gmina couvre une superficie de 96,69 km2 pour une population de 3 892 habitants en 2006.

## Histoire
De 1975 à 1998, la gmina est attachée administrativement à la voïvodie de Ciechanów. Depuis 1999, elle fait partie de la voïvodie de Mazovie.

## Géographie
La gmina inclut les villages et localités suivantes :
- Borzuchowo-Daćbogi
- Dębowo
- Grudusk
- Grudusk-Brzozowo
- Grudusk-Olszak
- Humięcino
- Humięcino-Andrychy
- Humięcino-Klary
- Humięcino-Koski
- Humięcino-Retki
- Kołaki Małe
- Kołaki Wielkie
- Leśniewo Dolne
- Leśniewo Górne
- Łysakowo
- Mierzanowo
- Mierzanowo-Kolonia
- Nieborzyn
- Polanka
- Przywilcz
- Pszczółki Górne
- Pszczółki-Czubaki
- Pszczółki-Szerszenie
- Purzyce-Rozwory
- Purzyce-Trojany
- Rąbież Gruduski
- Sokólnik
- Sokołowo
- Stryjewo Wielkie
- Strzelnia
- Wiksin
- Wiśniewo
- Zakrzewo Małe
- Zakrzewo Wielkie
- Żarnowo

### Gminy voisines
La gmina de Grudusk est voisine des gminy suivantes :
- Czernice Borowe
- Dzierzgowo
- Regimin
- Stupsk
- Szydłowo